# Todiramphus cinnamominus
Todiramphus cinnamominus là một loài chim trong họ Alcedinidae.
Đây là loài bản địa Lãnh thổ Guam của Hoa Kỳ. Nó bị hạn chế trong một chương trình nhân giống nuôi nhốt sau sự tuyệt chủng của nó trong tự nhiên do chủ yếu là do loài rắn cây nâu được du nhập.